# Championnat de Tunisie de football 1964-1965
Navigation
Saison précédente Saison suivante
La saison 1964-1965 du championnat de Tunisie de football est la 10e édition de la première division tunisienne à poule unique, la Ligue Professionnelle 1. Les douze meilleurs clubs tunisiens jouent les uns contre les autres à deux reprises durant la saison, à domicile et à l'extérieur. En fin de saison, le dernier du classement est relégué et remplacé par le champion de Ligue Professionnelle 2.
C'est le Stade tunisien qui remporte le titre de champion de Tunisie, en terminant en tête du championnat, en devançant d'un point le tenant du titre, le Club africain, et de sept points l'Étoile sportive du Sahel. Il s'agit du quatrième titre de champion de l'histoire du club. Le Club africain perd son titre de champion mais remporte un nouveau trophée, avec sa victoire en coupe de Tunisie face à l'Avenir sportif de La Marsa.

## Clubs participants
- Sfax railway sport
- Club sportif de Hammam Lif - Promu de LP2
- Club africain
- Espérance sportive de Tunis
- Étoile sportive du Sahel
- Club athlétique bizertin
- Stade soussien
- Stade tunisien
- Club sportif sfaxien
- En Nadi Ahly Mateur
- Avenir sportif de La Marsa[1]
- Union sportive tunisienne

## Compétition

### Classement
Le barème de points servant à établir le classement se décompose ainsi :
- Victoire : 3 points
- Match nul : 2 points
- Défaite : 1 point

| Rang | Équipe                         | Pts | J  | G  | N | P  | Bp | Bc | Diff |
| ---- | ------------------------------ | --- | -- | -- | - | -- | -- | -- | ---- |
| 1    | Stade tunisien                 | 56  | 22 | 14 | 6 | 2  | 41 | 16 | +25  |
| 2    | Club africain (T) (C)          | 55  | 22 | 13 | 7 | 2  | 40 | 14 | +26  |
| 3    | Étoile sportive du Sahel       | 49  | 22 | 10 | 7 | 5  | 37 | 19 | +18  |
| 4    | Avenir sportif de La Marsa     | 49  | 22 | 10 | 7 | 5  | 32 | 27 | +5   |
| 5    | Club sportif sfaxien           | 47  | 22 | 9  | 7 | 6  | 28 | 24 | +4   |
| 6    | Espérance sportive de Tunis    | 44  | 22 | 7  | 8 | 7  | 21 | 21 | 0    |
| 7    | Sfax railway sport             | 43  | 22 | 6  | 9 | 7  | 22 | 24 | -2   |
| 8    | Club athlétique bizertin       | 41  | 22 | 7  | 5 | 10 | 29 | 36 | -7   |
| 9    | Club sportif de Hammam Lif (P) | 40  | 22 | 6  | 6 | 10 | 20 | 31 | -11  |
| 10   | Stade soussien                 | 37  | 22 | 5  | 5 | 12 | 19 | 31 | -12  |
| 11   | En Nadi Ahly Mateur            | 34  | 22 | 4  | 4 | 14 | 23 | 51 | -28  |
| 12   | Union sportive tunisienne      | 33  | 22 | 2  | 7 | 13 | 14 | 32 | -18  |

|  | Champion de Tunisie 1964-1965                                                                |
|  | Relégation directe en deuxième division                                                      |
|  | (T) Tenant du titre (C) Vainqueur de la coupe de Tunisie (P) Club promu de deuxième division |

## Bilan de la saison
| Championnat de Tunisie de football 1964-1965 |                               |
| Champion                                     | Stade tunisien (4e titre)     |
| Coupes et trophées                           |                               |
| Vainqueur de la Coupe de Tunisie 1964-1965   | Club africain                 |
| Promotions et relégations                    |                               |
| Promus en Ligue Professionnelle 1            | Club olympique des transports |
| Relégués en Ligue Professionnelle 2          | Union sportive tunisienne     |